# Triodia lanigera
Triodia lanigera är en gräsart som beskrevs av Karel Domin. Triodia lanigera ingår i släktet Triodia och familjen gräs. Inga underarter finns listade i Catalogue of Life.